# Testimonia von Qumran

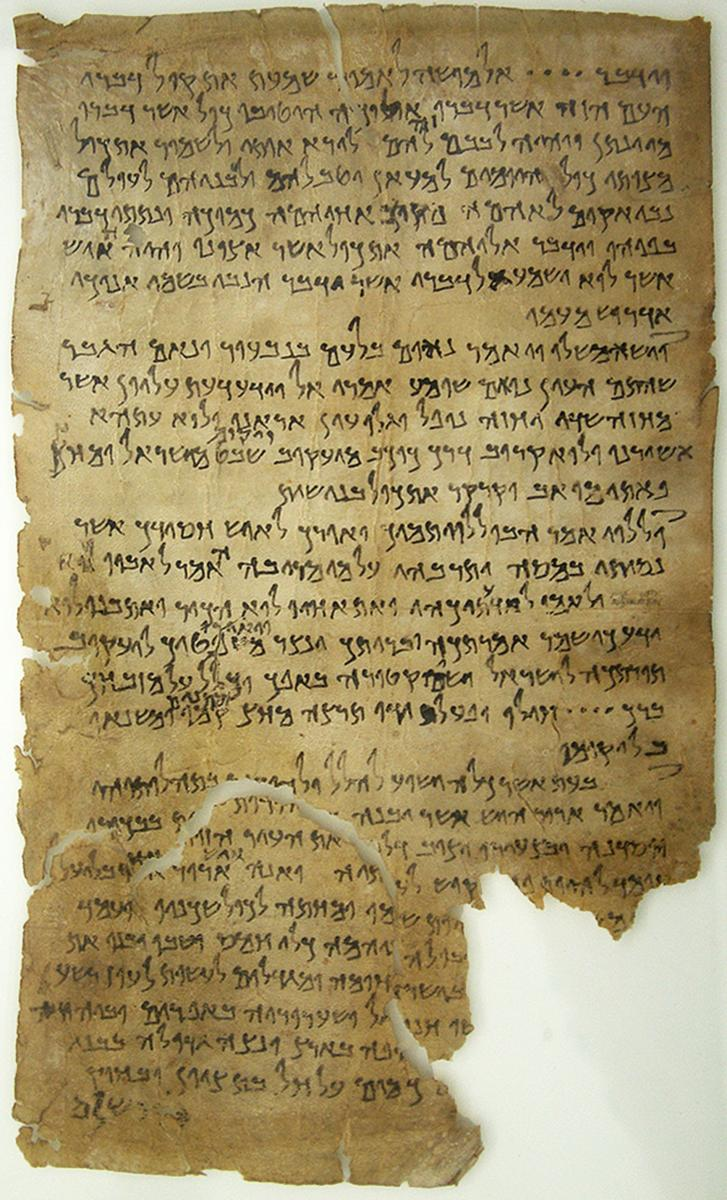
4QTestimonia: In Z. 1 und 19 sind anstelle des Tetragramms vier Punkte gesetzt.

Testimonia (4Q175 oder 4QTest) ist die Bezeichnung für eine kurze Lederhandschrift wahrscheinlich aus dem 1. Jahrhundert v. Chr.
Sie besteht nur aus 30 Zeilen und enthält hintereinander vier Texte aus dem 4. und 5. Buch Mose sowie ein Zitat aus dem apokryphen Josua-Apokryphon mit einer Interpretation. Alle Texte handeln von einer messianischen Person am Ende der Zeiten und dem Segen Gottes, der auf diesem ruht.
Der Text ist in vier Abschnitte eingeteilt, neue Absätze werden zusätzlich jeweils durch eine Schreibermarkierung am Zeilenanfang gekennzeichnet:
- Dtn 5,28–29 L, Dtn 18,18–19 L: Ankündigung eines Propheten wie Mose
- Num 24,15–17 L: Vierte Bileam-Prophezeiung: Ankündigung eines Messias wie David („Stern aus Jakob“)
- Dtn 33,8–11 L: Mosesegen über den Stamm Levi
- Jos 6,26 L und Teil von Josua-Apokryphon 4Q379 f. 22ii, 7–15: Fluch über den Wiedererbauer Jerichos und Ankündigung eines „Manns Belials“ und zweier Nachfolger, „Werkzeuge des Frevels“

Nur der (spätere) hebräische masoretische Text erwähnt bei Jos 6,16 Jericho, in der griechischen Septuaginta-Fassung wird der Name nicht genannt.
Im Neuen Testament werden Dtn 18,18–19  in der Apg 22,16  und Num 24,15–17  am Beginn des Evangelium nach Lukas und in der Offenbarung des Johannes zitiert, die Messiaserwartung wurde hier jeweils auf Jesus Christus gedeutet.
Der Schreiber der Handschrift schrieb wahrscheinlich auch die Gemeinderegel (1QS), ein Samuel-Fragment (4Q53) und die Segensrolle (1QSb). Die Handschrift wurde 1952 in Höhle 4 in Qumran gefunden und befindet sich heute im Jordanischen Museum in Amman.